# دايان
دايان هي قرية في مقاطعة خدا أفرين، إيران. عدد سكان هذه القرية هو 46 في سنة 2006.